# Doing all right
〈Doing all right〉(두잉 올 라이트, 일본어: ドゥーイング オール ライト 두잉구 오루 라이토[*])는 가넷 크로우의 29번째 싱글이다. 2009년 5월 20일 기자 스튜디오에서 발매되었다.
전곡의 작곡은 나카무라 유리, 작사는 아즈키 나나, 편곡은 후루이 히로히토가 맡았다.
싱글 자켓은 A타입과 B타입으로 나뉘어 있는데, 각 타입별 수록곡 중 3번 트랙만, 다르게 수록되어 있다. A타입의 3번 트랙은 〈Doing all right(Acoustic vocal ver.)〉,  B타입의 3번 트랙은 〈Nora (Orchestra vocal ver.)〉이다. 싱글 자켓이 초회반, 통상반이 아닌 A타입과 B타입으로 발매되는 싱글 중 2번째이며, 최초는 《바람과 RAINBOW/이 손을 뻗으면》이다.
CM송 Nora는 일본의 라디오 방송에서 싱글 발매 전 공개된 적이 있다.
PV는 GARNET CROW livescope2008: Are you ready to lock on ?!의 영상을 토대로 제작되었다.
타이틀 곡 Doing all right는 일본 애니메이션《명탐정 코난》의 33번째 닫는 곡으로 사용되었다.

## 수록곡
| #  | 제목                                      | 재생 시간 |
| -- | ----------------------------------------- | --------- |
| 1. | 〈Doing all right〉                       |           |
| 2. | 〈Nora〉                                  |           |
| 3. | 〈Doing all right (Acoustic vocal ver.)〉 |           |
| 4. | 〈Doing all right (instrumental)〉        |           |

| #  | 제목                               | 재생 시간 |
| -- | ---------------------------------- | --------- |
| 1. | 〈Doing all right〉                |           |
| 2. | 〈Nora〉                           |           |
| 3. | 〈Nora (Orchestra vocal ver.)〉    |           |
| 4. | 〈Doing all right (instrumental)〉 |           |

## 타이업
- 요미우리 TV 닛폰 TV계 전국 넷 애니메이션 《명탐정 코난》 닫는 곡 (#1)
- 아사히 방송 미니 드라마 《가족 레슨》 주제가 (#2)

| TV 애니메이션 《명탐정 코난》 엔딩 테마 2009년 4월 4일 (530화) ~ 2009년 7월 4일 (539화) |                                 |                            |
| 이전 곡: Naifu 〈사랑하는 마음 빛나면서〉                                               | 가넷 크로우 〈Doing all right〉 | 다음 곡: 브레이커즈 〈빛〉 |